# Kazuyuki Manabe
Pour les articles homonymes, voir Manabe.
Kazuyuki Manabe (真鍋 和幸, Manabe Kazuyuki), né le 16 février 1970, est un coureur cycliste japonais.

## Biographie
Il participe à la course en ligne des Jeux olympiques d'été de 1996, mais ne termine pas cette épreuve. En 2017, il est le coureur le plus âgé inscrit dans une équipe UCI devant Davide Rebellin.

## Palmarès
- 1996
  - 2e du championnat du Japon sur route
- 1998
  - 3e du championnat du Japon sur route
  - 3e du Tour d'Okinawa
- 1999
  - 3e du Tour de Hokkaido
- 2000
  - Tour de Kumano
  - 2e du Tour d'Okinawa
- 2003
  - 3e étape du Tour de Chine
  - 1re étape du Tour de Taïwan
  - 3e du championnat du Japon sur route
  - 3e du Tour de Chine
- 2005
  - 3e du championnat du Japon sur route
- 2006
  - 3e du Est Japon course sur route
- 2007
  - 2e du Ishikawa course sur route
- 2010
  - 2e du Défi course sur route
- 2011
  - 2e du Ishikawa course sur route

## Classements mondiaux
| Année           | 2005 | 2006 | 2007 | 2008 | 2009 | 2010 | 2011 |
| --------------- | ---- | ---- | ---- | ---- | ---- | ---- | ---- |
| UCI Africa Tour | 61e  |      |      |      |      |      |      |
| UCI Asia Tour   |      | 209e | 108e | 158e | 188e |      | 319e |